# Colias hyperborea
Colias hyperborea is een vlindersoort uit de familie van de Pieridae (witjes), onderfamilie Coliadinae.
Colias hyperborea werd in 1900 beschreven door Grum Grshimaïlo.